# Aqueduc du Päijänne

Plan de l'aqueduc du Päijänne
1) Asikkalanselkä
4) réservoir de Silvola

L'Aqueduc du Päijänne est le dispositif principal permettant l'approvisionnement en eau de la région entourant la capitale de la Finlande, Helsinki. 

## Description
Il s'agit d'un tunnel de 120 km creusé dans la roche, ce qui en fait le plus long du monde dans cette catégorie. La construction a duré de 1972 à 1982, coûtant 195 millions d'euros en équivalent 2005.
L'eau est pompée au sud du grand lac Päijänne, à Asikkalanselkä, dans un secteur où l'eau est parmi les plus pures du pays et souvent potable avant même son traitement. Elle est acheminée par le tunnel qui descend en pente douce vers la mer, 30 à 100 mètres sous la surface, jusqu'au réservoir de Silvola à Vantaa. L'eau est ensuite pompée par les usines de traitement et distribuée à plus d'un million d'habitants dans les communes de Helsinki, Vantaa, Espoo, Kauniainen, Hyvinkää, Järvenpää, Kerava, Kirkkonummi, Sipoo et Tuusula, parfois même Porvoo. Ce tunnel est assez large pour permettre à un camion de passer. Il peut supporter un débit de 10 m3/s, mais en moyenne les usines de traitement ne ponctionnent que 3,1 m3/s.
Le tunnel peut également être utilisé comme stockage d'eau en cas d'urgence.
En 2001, il a connu une importante rénovation en raison de la chute de roches qui obstruaient partiellement le passage de l'eau.
Les eaux profondes de la partie sud du Päijänne ne gèlent pas, la température de l'eau dans le tunnel varie généralement de 0,5 °C à 11 °C.

## Galerie

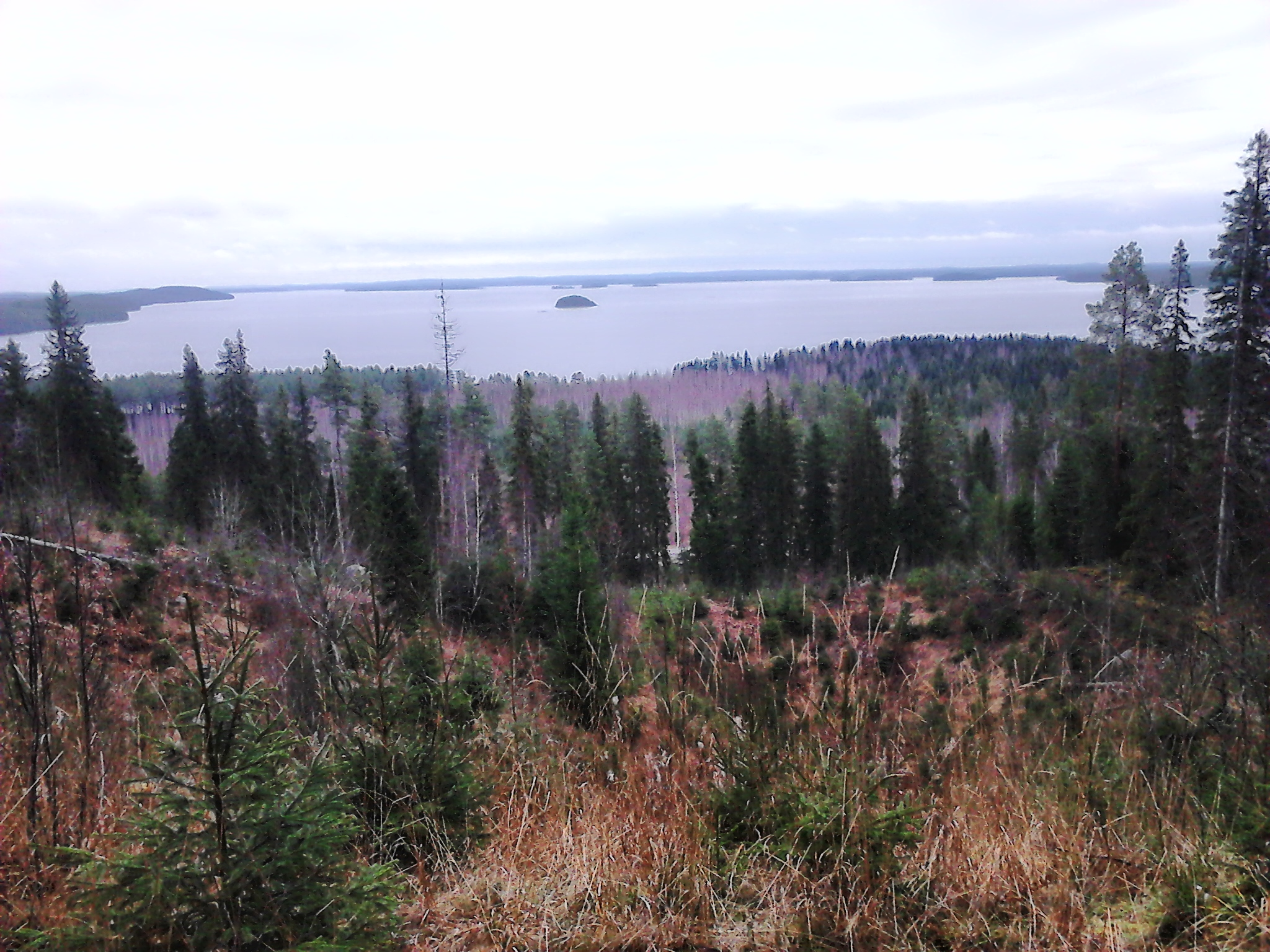
Asikkalanselkä dans le lac Päijänne, où commence le tunnel..
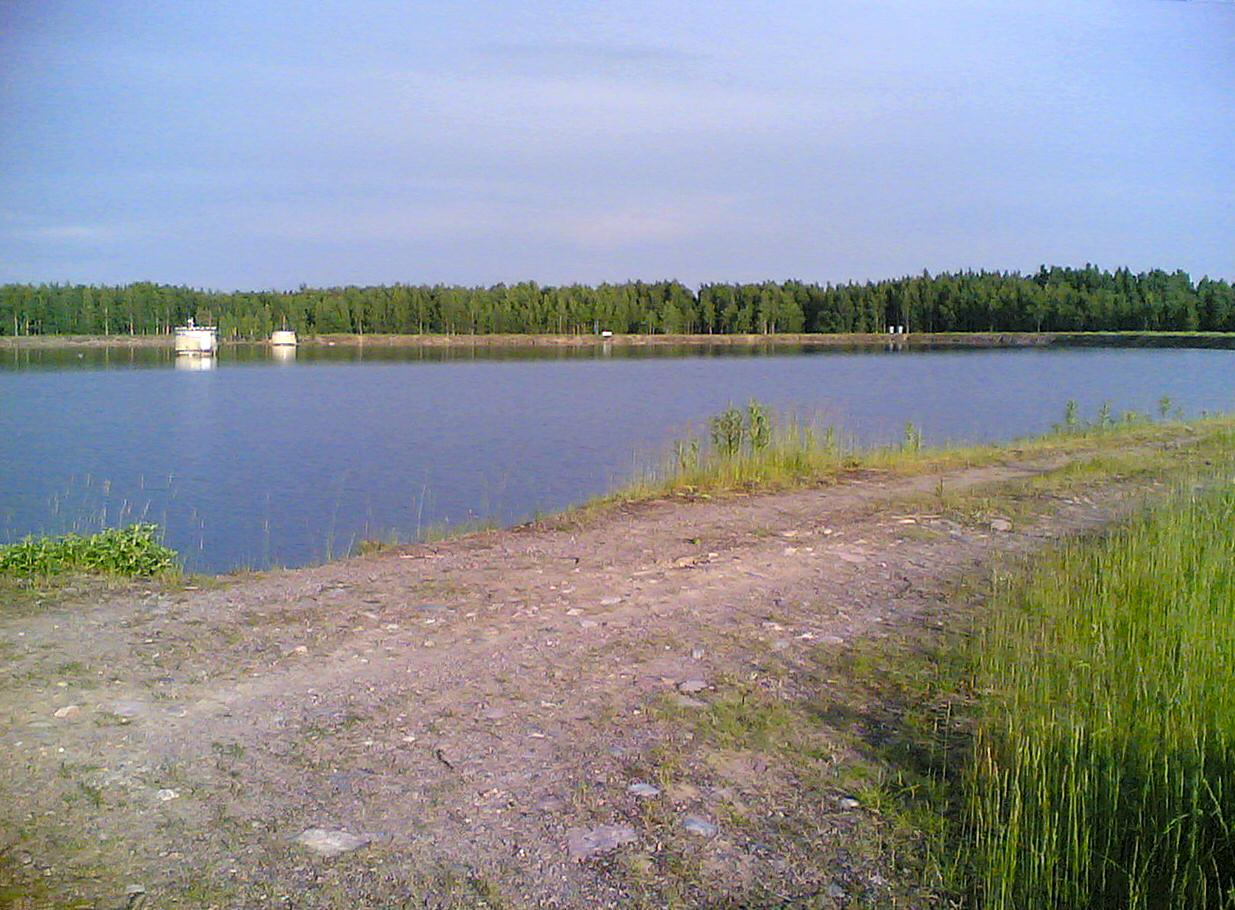
Réservoir de Silvola, là où se termine le tunnel.
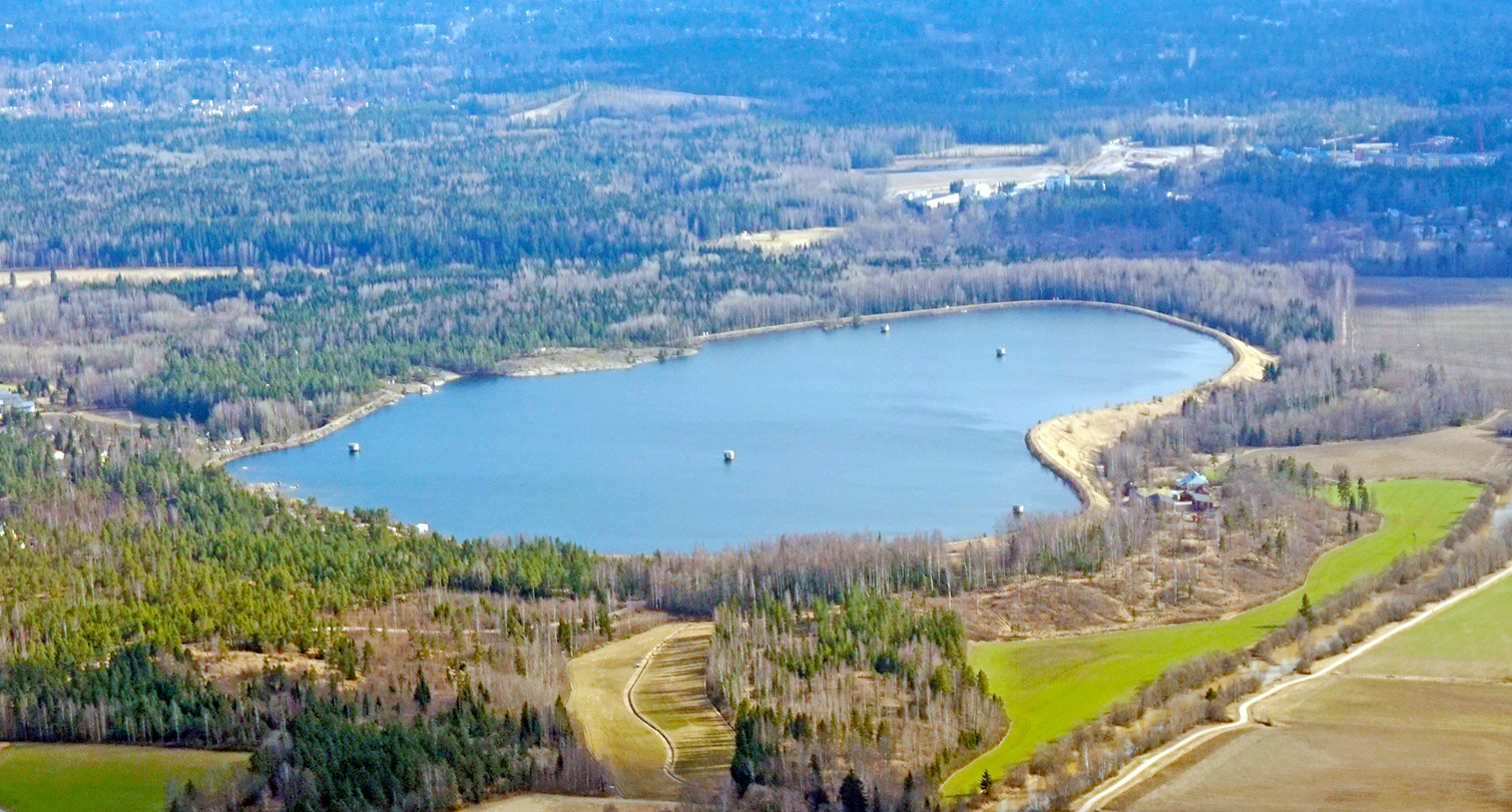
Vue aérienne du réservoir de Silvola..